# Fiat M11/39
A Fiat-Anslado M11/39 egy olasz közepes harckocsi volt, melyet 1939-es bevezetésétől a második világháború korai szakaszában alkalmaztak. A hivatalos olasz megjelölése a Carro Armato (harckocsi) M 11/39 volt. Az M11/39 jelölés a következőképpen értendő: „M” a Medio (magyarul: közepes), ezt követi a tömege tonnában (11), majd a szolgálatba állítás éve (1939).

## Fejlesztés
Az M11/39 páncélost áttörő harckocsinak (Carro di Rottura) tervezték. Tervezetére nagy hatással volt a brit Vickers 6-Ton könnyű harckocsi. Ez a hatás a lánctalpakon és a felfüggesztés kialakításán tapasztalható. A tervezet egyik innovációja az áttételek elhelyezése volt a jármű elejébe épített láncmeghajtó kerekeken belül, így nincs szükség a homlokpáncélon belül további tér biztosítására.
Az M11/39 pályafutását rövidre szabták tervezetének gyengeségei. Az egyik legnagyobb hátrányosság a 37 mm-es harckocsiágyú elhelyezése volt. A 37 mm-es löveg egy rögzített foglalatban kapott helyet, ahol jobbra és balra is csak 15°-os oldalszögben lehetett irányozni. Ezen kívül mindössze két 8 mm-es géppuskát építettek a járműre egy forgatható toronyban. A géppuskákat csak egy fő kezelte, a torony pedig szűk volt és kézzel kellett forgatni.
A jármű kivitele hasonlított az amerikai Grant/Lee harckocsikhoz, melyek ugyancsak 1939-ben jelentek meg. Eredetileg úgy tervezték, hogy a páncéltörő löveget a toronyban helyezik el, de helyszűke miatt ez nem volt lehetséges. Az M11/39 újratervezése, és ezzel együtt a főlöveg áthelyezése a toronyba az M13/40 közepes harckocsi kifejlesztését eredményezte. Az M11/39 harckocsiból 100 darabot gyártottak.
A rossz lövegpozíción kívül az M11/39 más hiányosságokkal is küzdött: teljesítménye és üzemképessége gyenge, sebessége igen lassú, mechanikai megbízhatósága nagyon szegényes volt, maximális 30 mm-es szegecselt páncélzatát csak a 20 mm-es kaliberű lövedékek kivédésére tervezték, a brit két fontos löveg könnyen elbánt vele bármekkora távolságból.
Az összes M11/39 harckocsit rádió hordozására tervezték, de egyetlen darabot sem láttak el vele. Az M11/39 páncéltestének tervezetét módosításokkal a sokkal sikeresebb Fiat M13/40 fejlesztésénél is felhasználták.

## Harctéri alkalmazás
Az M11/39 harckocsik többsége (nagyjából 72 a 100-ból) részt vett az észak-afrikai hadjáratban, de valamennyit bevetettek Olasz Kelet-Afrikában is. Az L3 és az L3/35 kisharckocsikkal összehasonlítva az M11/39-esek hatalmas fejlődésnek minősíthetőek.
Az M11/39 harckocsik a háború elején kisebb sikereket értek el a brit könnyű harckocsik ellen, mint például az Mk VI. A 37 mm-es főlöveg hatásos volt ezek ellen a gyors, de vékony páncélzatú, és csak géppuskával felszerelt járművek ellen. Ezen harcjárművekkel ellentétben az M11/39-nek már nem sok esélye volt a nehezebb brit cirkáló és gyalogsági harckocsik ellen, mint az A9, A10, A13 és a Matilda II.

### Észak-Afrika
1940 szeptemberében az M11/39 harckocsik részt vettek az olaszok egyiptomi inváziójában. 1940 decemberében védekező hadműveletben vetették be a brit ellentámadás nyitó szakaszában, az Iránytű hadműveletben. Mikor a hadművelet elkezdődött, a legtöbb M11/39 sérült, lerobbant vagy mozgásképtelen állapotban volt valamelyik olasz pozícióban. A britek Matilda harckocsikat vetettek be az olasz pozíciók ellen, az M11-esek pedig csekély ellenállást fejthettek ki a nehéz páncélzatú Matildák ellen.
1941 április 10-étől, Tobruk ostroma alatt, néhány zsákmányolt M11-est is bevetett a 6. Australian Division Cavalry Regiment. A harckocsik oldalára nagy fehér kenguru szimbólumokat festettek a könnyű megkülönböztethetőség miatt. Az ausztrálok több M11-est és néhány M13-ast is használtak, egészen addig, amíg ki nem fogytak a dízel üzemanyagból. Ezután a harckocsikat megsemmisítették, hogy az 1941 tavaszán előretörő tengelyhatalmak ne tudják ismét használni őket.

### Kelet-Afrika
1940 júniusában, nagyjából 24 darab M11/39 harckocsit vezényeltek az Olasz Kelet-Afrikába. Ezeket a kelet-afrikai hadjáratban vetették be. Kelet-Afrikában az M11-esek az egyetlen közepes harckocsik voltak az olaszok oldalán. 1940 augusztusában több M11-est is bevetettek a sikeres olasz invázióban a brit Szomáliföld ellen. 1941 januárjában az M11-eseket védekező feladatkörben alkalmazták Eritreában, mikor a britek elindították ellentámadásukat. Az olaszok szerencsétlenségére a britek rendelkeztek néhány Matilda harckocsival a kereni csata idején, melyek semmissé tették az M11-esek erejét. 1941 május végére az olasz erőket legyőzték a kelet-afrikai frontokon, ahol az M11-eseket bevetették. Novemberre a szervezett olasz ellenállásnak vége lett.

## Galéria

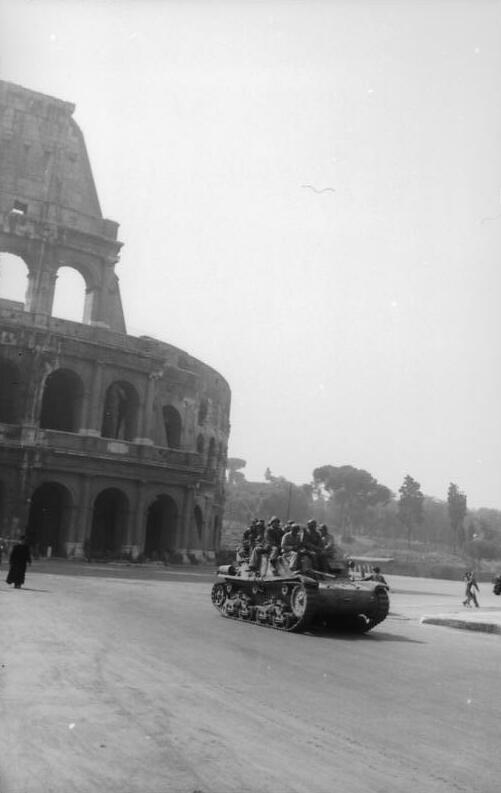
Német ejtőernyősök egy M 11/39 tankon, amely a római Colosseum előtt halad el 1944-ben.
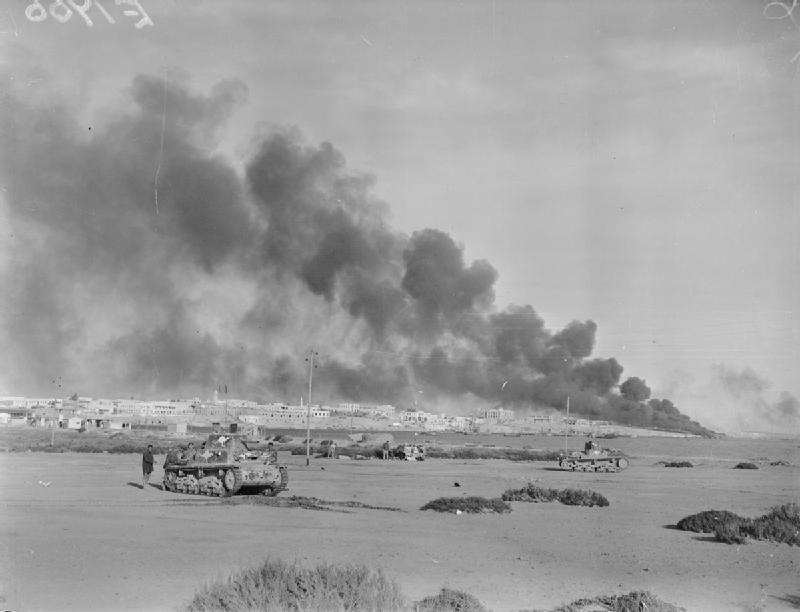
A kép jobb oldalán egy M 11/39-es és balra tőle egy M 13/40 harckocsi látható amelyet az ausztrál zsákmányoltak és Tobrukot védték 1941. január 24-én.

## Fordítás
- Ez a szócikk részben vagy egészben  a   Fiat M11/39 című angol Wikipédia-szócikk ezen változatának fordításán alapul.  Az eredeti cikk szerkesztőit annak laptörténete sorolja fel. Ez a jelzés csupán a megfogalmazás eredetét és a szerzői jogokat jelzi, nem szolgál a cikkben szereplő információk forrásmegjelöléseként.